# Daifuku
Daifukumochi (大福餅), ou Daifuku (大福) (literalmente "grande sorte"), é um confeito japonês que consiste em pequenas bolas de mochi (bolinho de arroz glutinoso) recheado com algo doce, geralmente anko, pasta de feijão vermelho adocicado feito de feijão-azuqui.

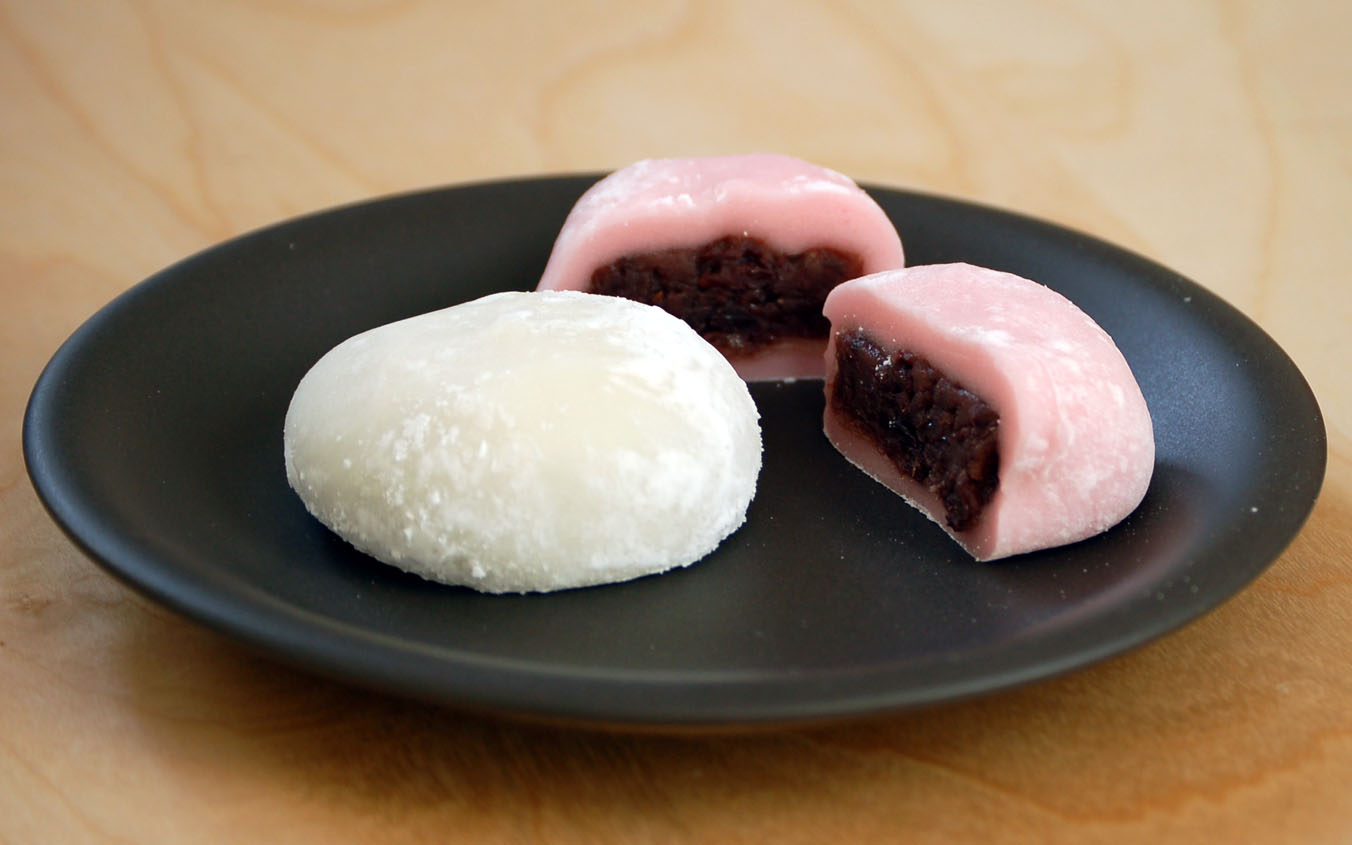

O daifuku aparece de diversas formas. O mais comum é ser branco, verde-claro ou rosa-claro, recheado com anko. Eles vêm em dois tamanhos, um com aproximadamente 3 cm de diâmetro, o outro do tamanho da palma da mão. Algumas versões contêm pedaços de fruta, mistura de frutas com anko, ou pasta de melão amassado. Quase todos os daifukus são cobertos com uma fina camada de farinha de milho ou batata para mantê-los sem grudar uns com os outros ou com os dedos. Alguns são cobertos com açúcar de confeiteiro ou cacau em pó. Embora o mochitsuki seja o método tradicional de fazer o mochi e o daifuku, eles também podem ser cozinhados no micro-ondas. O mochi e o daifuku são muito populares no Japão.

## História
O daifuku foi originalmente chamado de Habutai mochi (腹太餅) (grande bolinho de arroz barrigudo) devido à sua forma. Mais tarde, o nome foi trocado para Daifuku mochi (大腹餅) (bolinho de arroz de barriga grande). Como as pronúncias de Fuku (腹) (barriga) e Fuku (福) (sorte) são as mesmas em japonês, o nome foi depois trocado para Daifuku mochi (大福餅) (bolinho de arroz de grande sorte), um portador da boa sorte. No final do século XVIII, o daifuku estava ganhando popularidade as pessoas começaram a comê-los tostados. Eles também eram usados como lembranças em ocasiões cerimoniais.

## Variedades
Yomogi daifuku (蓬大福)

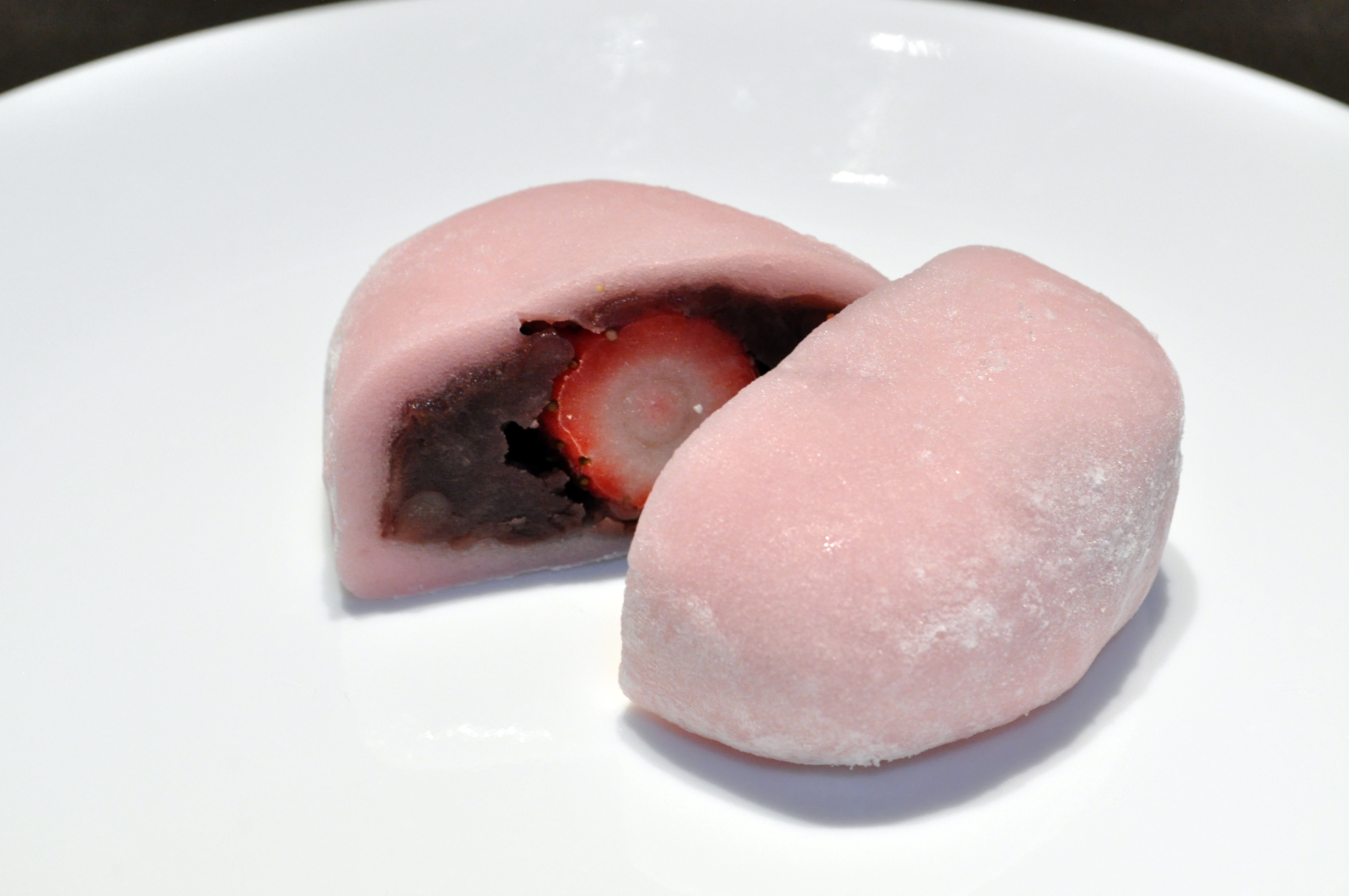
Ichigo daifuku

Uma versão feita de kusa mochi (草餅), que é aromatizada com Artemísia.
Ichigo daifuku (イチゴ大福)
Uma variação que contém morango e recheio doce, geralmente anko, dentro de uma bola de mocha. Às vezes é usado creme para o recheio doce. Como ele contém morango, geralmente é feito na primavera. Ele foi inventado na década de 1980. Muitas docerias alegam ter inventado o confeito, portanto sua origem exata é incerta.
Yukimi Daifuku (雪見だいふく)
Uma marca de sorvete de mochi feito pela empresa Lotte.
Mame daifuku (豆大福)
Uma versão na qual o feijão-azuqui ou a soja são misturadas no mochi e/ou recheio de azuki.
Shio daifuku (塩大福)
Uma versão que contém recheio de anko não doce; ele tem um sabor meio salgado.
Ume daifuku (梅大福)
Uma versão que contém damasco japonês ao invés de azuki doce.
Coffee daifuku (コーヒー大福)
Uma versão que contém recheio doce de café.
Mont Blanc daifuku (モンブラン大福)
Uma versão que contém castanhas doces moídas (creme Mont Blanc) ao invés do recheio de azuki.
Purin daifuku (プリン大福)
Uma versão que contém crème caramel (プリン) ao invés do recheio de azuki.